# 10 років Конституції України (монета)
«10 ро́ків Конститу́ції Украї́ни» — ювілейна монета номіналом 5 гривень, випущена Національним банком України, присвячена 10-й річниці прийняття Конституції України.
Монету введено в обіг 26 червня 2006 року. Вона належить до серії «Відродження української державності».

## Опис монети та характеристики
| Номінал грн. | Метал      | Маса, г | Діаметр, мм | Якість виготовлення       | Гурт     | Тираж, штук |
| ------------ | ---------- | ------- | ----------- | ------------------------- | -------- | ----------- |
| 5            | нейзильбер | 16,54   | 35,0        | спеціальний анциркулейтед | рифлений | 30 000      |

### Аверс
На аверсі монети угорі розміщено малий Державний Герб України та нижче — написи: «НАЦІОНАЛЬНИЙ/ БАНК/ УКРАЇНИ/ 2006/ 5/ ГРИВЕНЬ»; малий Державний Герб України та номінал монети — в оточенні стилізованих квітів; також розміщено логотип Монетного двору.

### Реверс

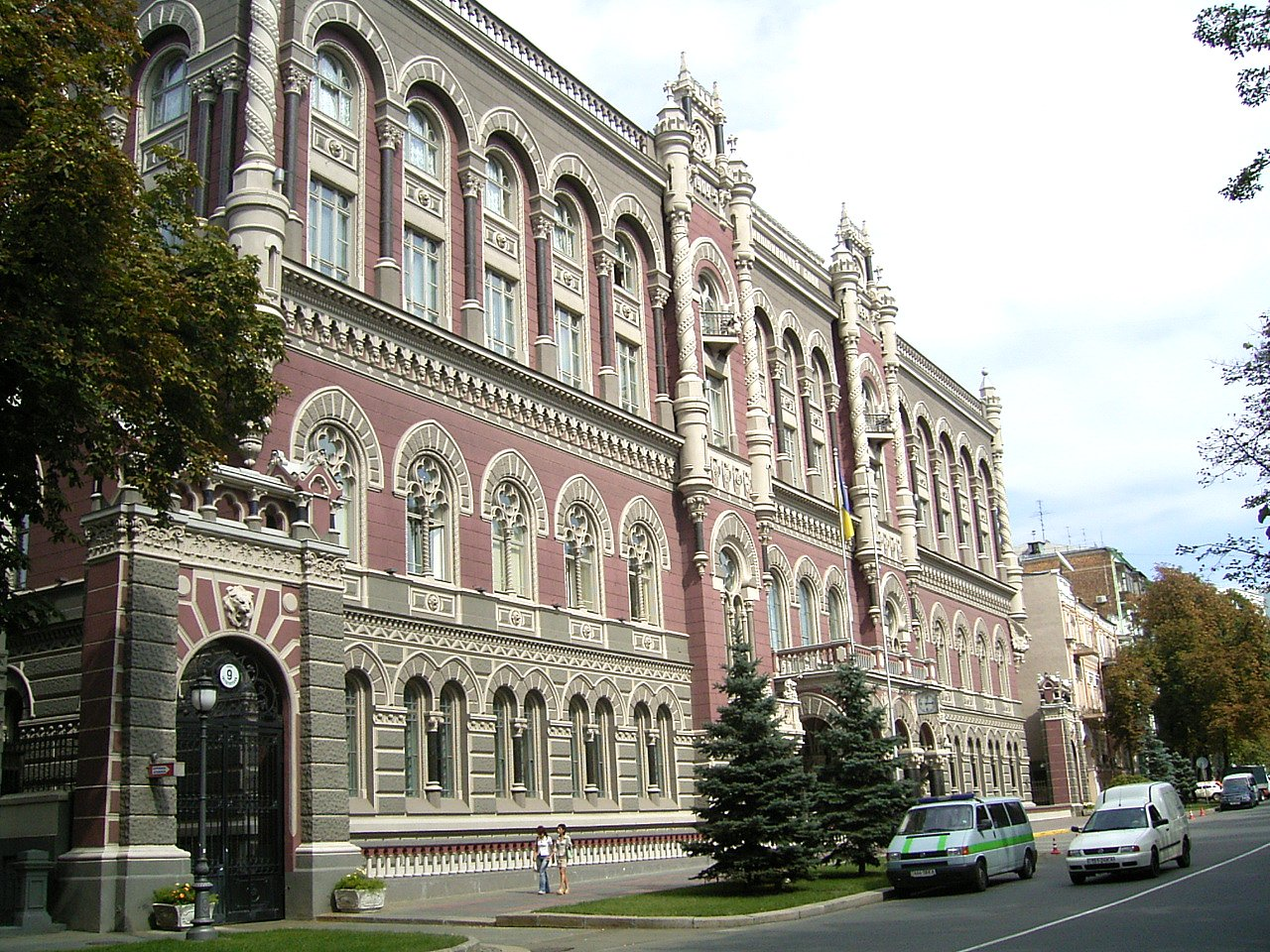
Будівля Національного банку України

На реверсі монети зображено базу колони як символ закону в оточенні стилізованого орнаменту, розміщено написи: «КОНСТИТУЦІЯ/ УКРАЇНИ» — над колоною та «28/ ЧЕРВНЯ/ 1996» — на стрічці, яка перетинає колону.

## Автори
- Художники: Таран Володимир, Харук Олександр, Харук Сергій (аверс), Іваненко Святослав (реверс).
- Скульптори: Чайковський Роман, Іваненко Святослав.

## Вартість монети
Ціна монети — 29 гривень, була вказана на сайті Національного банку України у 2015 році.
Фактична приблизна вартість монети, роками змінювалася так:
| Рік        | 2010 | 2011 | 2012 | 2013 | 2014 | 2015 | 2016 | 2017 | 2018 | 2019 | 2020 | 2021 | 2022 | 2023 | 2024 | 2025 |
| ---------- | ---- | ---- | ---- | ---- | ---- | ---- | ---- | ---- | ---- | ---- | ---- | ---- | ---- | ---- | ---- | ---- |
| Ціна, грн. | 85   | 85   | 85   | 90   | 100  | 130  | 155  | 190  | 210  | 210  | 220  | 250  | 270  | 350  | 550  | 660  |